# Эйхен, Фёдор Фёдорович
Фёдор Фёдорович Эйхен (1821—1877) — русский генерал-майор (1873), участник Польского похода 1863 г.
Родился 17 апреля 1821 году и происходил из дворян Санкт-Петербургской губернии, был сыном начальника Ораниенбаумского дворцового правления генерал-лейтенанта Фёдора Яковлевича Эйхена и младшим братом художника, ученика Карла Брюллова, Александра Фёдоровича Эйхена (1818—1846). 
Поступив 7 января 1836 году кондуктором в кондукторскую роту главного инженерного училища (Николаевское инженерное училище), он, по окончании училища, 17 декабря 1839 года был произведён в прапорщики с назначением в Карабинерный великого герцога Фридриха Мекленбургского полк, в котором прослужил восемь лет. 
Переведённый 18 декабря 1847 года в лейб-гвардии Волынский полк, Эйхен десять лет спустя был назначен полковым адъютантом, а ещё через год, 19 мая 1858 года, старшим адъютантом штаба 3-й пехотной дивизии. 
По производстве 30 августа 1862 года в полковники он был переведён в лейб-гвардии Литовский полк и в следующем году, 1 мая, назначен заведующим стрелками этого полка, с которыми он принял деятельное участие в подавлении Польского восстания 1863 года. За отличие в деле 6 мая при окончательном поражении банды Древновского при деревне Ново-Весь был награждён орденом св. Владимира 4-й степени с мечами и бантом. 
26 октября того же года Эйхен был назначен командиром 39-го Томского пехотного полка, которым командовал затем почти десять лет. 30 августа 1873 года он был произведён в генерал-майоры, с назначением командиром 2-й бригады 35-й пехотной дивизии. С 7 апреля 1874 года по 1876 год командовал 2-й бригадой 14-й пехотной дивизии, после чего был зачислен в запасные войска.
Эйхен скончался 26 ноября 1877 года, на 57-м году от рождения.